# كونغ فيوري

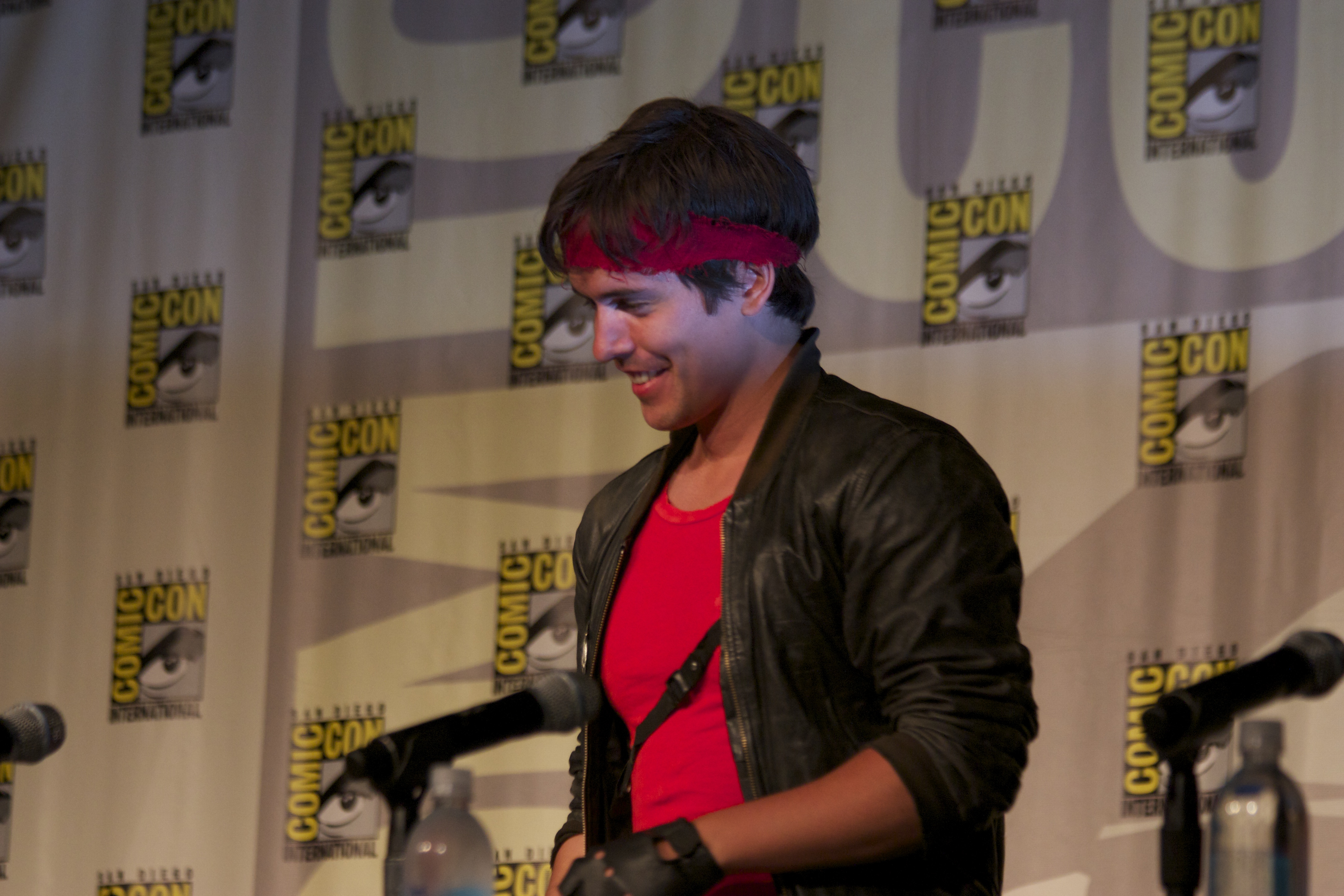
بطل الفيلم في سان دييغو كومك كون إنترناشونال عام 2015

كونغ فيوري (بالإنجليزية: Kung Fury)‏ هو فيلم قصير سويدي من إخراج ديفيد ساندبرج ويصنف كفيلم أكشن وكوميديا وخيال علمي وهو ساخر ومحاكي لأفلام رجال الشرطة وأفلام الحركة والقتال التي كانت رائجة في الثمانينات. يقع زمن الفيلم في عقد 1980، حيث كان بطل الكونغ فو الأمريكي يبحث عن أخطر المجرمين من قطاع الطرق وظهور قائد النازية الذي انتقل من عقد الأربعينات بألمانيا النازية إلى عقد الثمانينات بالولايات المتحدة مارًا عبر البوابة السحرية التي خلقها الإله ثور في عصر كان فيه ديناصورات وزواحف عملاقة خيالية.